# Teresa Berra
Teresa Berra, coniugata Kramer (Milano, 22 marzo 1804 – Milano, 26 ottobre 1879), è stata una patriota italiana.

## Biografia
Nata nella famiglia liberale di Domenico Berra e di Carolina Frapolli, sposò nel 1821 l'industriale tessile di origine tedesca Carlo Kramer, dal quale ebbe nel 1829 il figlio Edoardo. Per due anni, dal 1824 al 1826, viaggiò per l'Europa e conobbe molti esuli italiani.
In Italia fu in corrispondenza e amicizia con note personalità della politica e della letteratura, come Giovanni Berchet, che le dedicò la poesia Matilde, Carlo Cattaneo, Giacomo Ciani, Pietro Giannone, Tommaso Grossi, Giacomo Medici, Aurelio Saffi, Camillo Ugoni e altri.
I salotti della sua casa milanese e della villa di Cremella erano aperti alle cospirazioni dei patrioti della Giovine Italia, così che la Berra finì per essere sorvegliata dalla polizia. Durante i moti di Milano del 1848 si prodigò per le cure dei feriti e quando la rivolta fu repressa dagli Austriaci, riparò nella sua casa di Lugano, dove accolse Mazzini e altri esuli. Tornò a Milano nel 1851.
Il marito morì nel 1844. Il figlio Edoardo, laureato in legge e in ingegneria, deputato nel 1860 nel Parlamento sabaudo, combatté volontario nella seconda e nella terza guerra d'indipendenza, e morì prematuramente nel 1869. Teresa Berra istituì a suo nome la Fondazione Edoardo Kramer per l'assistenza agli invalidi e l'istruzione infantile, tuttora attiva. 